# Tác dụng giảm cảm giác đau của chửi thề
Nghiên cứu về tác dụng giảm cảm giác đau của chửi thề đã cho thấy việc dùng những lời nói thô tục có thể giúp làm giảm cảm giác đau đớn. Hiện tượng này đặc biệt có ở những người không sử dụng những từ ngữ như vậy một cách thường xuyên.

## Tác dụng
Tác dụng này được mô tả là một dạng giảm đau do căng thẳng gây ra, với chửi thề do kích thích đau là một dạng phản ứng cảm xúc. Tuy nhiên, vẫn chưa rõ làm cách nào chửi thề mà đạt được các tác dụng vật lý đã được mô tả trong nghiên cứu. Chửi thề để đáp lại nỗi đau có thể kích hoạt amygdala (hạch hạnh nhân), làm kích hoạt phản ứng chiến đấu hay chạy trốn. Điều này sau đó dẫn đến một sự gia tăng adrenaline, một hình thức giảm đau tự nhiên.

## Nghiên cứu
Các nhà nghiên cứu từ Đại học Keele đã tiến hành một số thí nghiệm ban đầu vào năm 2009 để kiểm tra các đặc tính giảm đau của việc chửi thề. Richard Stephens, John Atkins và Andrew Kingston đã xuất bản cuốn "Swearing as a Response to Pain" (Tạm dịch: "Chửi thề như một sự đáp lại với nỗi đau" đăng trên tạp chí NeuroReport, khám phá ra rằng một số người có thể giữ tay trong nước đá lâu gấp đôi so hơn bình thường nếu họ thề thay vì sử dụng từ ngữ trung tính. Họ cũng cảm thấy bớt đau đớn hơn. Vì lẻ ấy, Stephens nói "Tôi sẽ khuyên mọi người, nếu họ tự làm tổn thương mình, hãy chửi thề".
Nghiên cứu sâu hơn của Stephens và cộng sự Claudia Umland xuất bản với tiêu đề "Swearing as a Response to Pain – Effect of Daily Swearing Frequency" (Tạm dịch:"Chửi thề như một sự đáp lại với nỗi đau - Ảnh hưởng của tần suất chửi thề hàng ngày") trên tạp chí The Journal of Pain vào ngày 1 tháng 12 năm 2011. Nghiên cứu cho thấy những đối tượng chửi thề thường xuyên mỗi ngày không chứng minh được bất kỳ sự cải thiện nào về sức chịu đựng.  Stephens đưa ra giả thuyết tình cảm gắn bó mà một người phải có một lời thề đã ảnh hưởng đến kết quả. Những người hiếm khi dùng những từ ngữ như vậy đặt một giá trị cảm xúc cao hơn. Ngoài nghiên cứu của họ, nhà tâm lý học Harvard, Steven Pinker đã viết trong cuốn The Stuff of Thought rằng "con người rất khó để chửi một cách công bằng... Chửi thề chắc hẳn đến từ một phản xạ rất nguyên thủy tiến hóa ở động vật."
Các thí nghiệm đã được lặp lại trên truyền hình trong các tập của MythBuster và Fry's Planet Word, cả hai dường như đều xác nhận những khám phá này. Nhóm nghiên cứu ban đầu của Stephens, Atkins và Kingston đã được nhận giải Ig Nobel Hòa bình năm 2010 cho nghiên cứu của họ.
Năm 2017, các nhà nghiên cứu từ Đại học Massey đã kiểm tra xem liệu chửi thề bằng lời nói có làm giảm nỗi đau tâm lý tương tự hay không. Sử dụng một phương pháp tương tự như nghiên cứu của Stephens và cộng sự, Philipp và Lombardo đã phát hiện ra rằng mọi người đã báo cáo  một ký ức đau buồn về mặt cảm xúc và họ bớt đau đớn hơn sau khi chửi thề.